# Echimys saturnus
Echimys saturnus är en däggdjursart som beskrevs av Thomas 1928. Echimys saturnus ingår i släktet Echimys och familjen lansråttor. IUCN kategoriserar arten globalt som otillräckligt studerad. Inga underarter finns listade i Catalogue of Life.
Arten når en kroppslängd (huvud och bål) av 27 till 33,5 cm och en svanslängd av 29,5 till 38 cm. De cirka 1,8 cm långa öronen är vanligen gömda i pälsen. Pälsen på ovansidan bildas av styva borstar och på ryggens mitt finns platta taggar. Färgen varierar från den svartaktiga toppen över glänsande brun till de kastanjebruna sidorna. Den mjuka pälsen på undersidan är ljusbrun, vit med fläckar eller helt vit. Några helt svarta individer blev likaså dokumenterade. Den långa svansen är tät täckt med hår. Echimys saturnus har kraftiga klor vid de breda bakfötterna.
Denna gnagare förekommer i nordöstra Ecuador och centrala Peru. I bergstrakter når arten 1000 meter över havet. Arten lever i regnskogar, är aktiv på natten och klättrar främst i växtligheten. Individerna vilar i trädens håligheter. Per kull föds en eller två ungar.